# Santa Eugenia (Madrid)
Santa Eugenia és un barri de Madrid integrat en el districte de Villa de Vallecas. Té una superfície de 206,64 hectàrees i una població de 26.914 habitants (2009).

## Situació
Limita al nord amb el Nucli històric de Vicàlvaro, al sud amb el Nucli històric de Vallecas i a l'oest amb Palomeras Sureste (Puente de Vallecas). Està delimitat al nord per l'Avinguda del Mediterráneo i el Complex Esportiu Cerro Almodóvar, a l'oest per l'Avinguda de la Democracia i al sud pel carrer Real de Arganda.

## Història
El barri va ser concebut originàriament com una urbanització privada en 1970. A aquesta urbanització se la hi va denominar durant molts anys Ciutat Residencial Santa Eugenia, posteriorment Residencial Santa Eugenia, està una mica allunyatdadel centre de Madrid, però tanta a l'interior del residencial com a les zones properes hi ha moltes zones verdes i està envoltat de camp i prats. També era conegut com "la ciutat encatifada de verd".
Com a curiositat, el nom de tots els seus carrers pertanyen a noms de pobles de Burgos, i això és a causa de l'origen dels promotors i constructors del barri que va ser la ja desapareguda "Pistas y Obras".

## Accessos
Es pot arribar a través de la Carretera de València (A-3), així com des de Vallecas, tant pel Carrer Real de Arganda com pel Camí de Vasares que corre paral·lela a la via del tren de Rodalies que la uneix amb Vila de Vallecas (correspondència amb la línia 1 de Metre, estació Sierra de Guadalupe). Altres estacions de Metro de Madrid properes són Puerta de Arganda (línia 9), Villa de Vallecas i les recents obertures en l'Eixample de Vallecas, ambdues de la línia 1.